# Euryptera nigrosuturalis
Euryptera nigrosuturalis là một loài bọ cánh cứng trong họ Cerambycidae.